# Jouy-lès-Reims
Jouy-lès-Reims é uma comuna francesa na região administrativa do Grande Leste, no departamento de Marne. Estende-se por uma área de 1.86 km², e possui 224 habitantes, segundo o censo de 2018, com uma densidade de 120 hab/km².